# Anna Bajerová
Anna Bajerová, rozená Kieswettrová (22. dubna 1881 Plzeň – 28. ledna 1966 Praha) byla česká historička.

## Životopis
Rodiče Anny Bajerové byli Erhard Kieswetter městský účetní v Plzni (zemřel 19. 3. 1881) a Anna Kieswettrová rozená Brožíková. Anna měla tři starší sestry: Hanu Kieswettrovou (31. 5. 1873), Růženu Fišovou (14. 2. 1875) a Gustu Alstrovou (2. 8. 1878). Manžel Anny František Bajer byl rada Zemského soudu (sňatek 24. února 1900 v Plzni). Měli jediné dítě dceru Marii.
Anna Bajerová odpadla od katolické církve 8. července 1920. Pracovala jako tajemnice Okresní péče o mládež v Plzni. Byla členkou Spolku přátel vědy a literatury a Národopisné společnosti v Plzni. Věnovala se historii, kromě uvedených prací uveřejňovala články ve sborníku Plzeň a Plzeňsko v minulosti a přítomnosti a v denním tisku.

## Dílo

### Knihy
- Z české revoluce r. 1848. Praha: František Topič, 1919
- Svatodušní bouře v Praze r. 1848 ve světle soudního vyšetřování. Plzeň: K. Beníško, 1920[4]

### Články v časopise Mladá stráž
- Účast dětí na revoluci 1848 (1919)
- Petr Fastr (1920)
- Březen 1848 (1920)
- Památný dny roku 1848 (1928)[3]